# Salcito
Salcito là một đô thị ở tỉnh Campobasso trong vùng Molise thuộc nước Ý, có vị trí cách khoảng 25 km về phía tây bắc của Campobasso. Tại thời điểm ngày 31 tháng 12 năm 2004, đô thị này có dân số 690 người và diện tích là 28,2 km².
Salcito giáp các đô thị: Bagnoli del Trigno, Civitanova del Sannio, Fossalto, Pietracupa, Poggio Sannita, San Biase, Sant'Angelo Limosano, Schiavi di Abruzzo, Trivento.